# KBS 제3라디오 뉴스
KBS 제3라디오 뉴스는 KBS 제3라디오에서 방송되는 라디오 뉴스 프로그램이다.

## 개요
2000년 1월 1일부터 평일에만 방송을 하고, 평일인 오전 6시, 오전 7시, 오전 8시, 오전 9시, 오전 10시, 오전 11시, 오후 1시, 오후 3시, 오후 4시, 오후 5시, 오후 6시, 오후 7시, 오후 8시, 오후 10시, 오후 11시, 밤 12시 등과 주말에는 방송을 하지 않는다. 2020년 5월 25일부터 평일 낮 12시, 오후 2시만 방송된다.
- 이현주 아나운서
- 박지원 아나운서

## 역대 방송시간
- 2000년 1월 1일 ~ 일자 미상 : 평일 오전 6시 ~ 6시 5분, 오전 7시 ~ 7시 5분, 오전 8시 ~ 8시 5분, 오전 9시 ~ 9시 5분, 오전 11시 ~ 11시 5분, 오후 1시 ~ 1시 5분, 오후 3시 ~ 3시 5분, 오후 4시 ~ 4시 5분, 오후 5시 ~ 5시 5분, 오후 6시 ~ 6시 5분, 오후 7시 ~ 7시 5분, 오후 8시 ~ 8시 5분, 오후 10시 ~ 10시 5분, 오후 11시 ~ 11시 5분, 밤 12시 ~ 12시 5분
- 2020년 5월 25일 : 평일 낮 12시, 오후 2시